# Here Comes Honey Boo Boo
Here Comes Honey Boo Boo est une émission de téléréalité américaine diffusée de 2012 à 2014 sur la chaîne de télévision TLC.

## Émission

### Concept
Here Comes Honey Boo Boo est une émission dérivée d'une émission de téléréalité de TLC, intitulée Toddlers & Tiaras, dont le concept consiste à suivre dans leur quotidien plusieurs familles faisant participer leur enfant à des concours de beauté pour enfants. Ce spin-off se concentre sur la vie d'Alana Thompson surnommée « Honey Boo Boo » et sa famille, qui avaient participé aux 1er et 18e épisodes de la 5e saison de Toddlers & Tiaras diffusé en 2012.
La série suit la vie des Thompson, une famille modeste parfois qualifiée par la presse de « redneck » vivant à McIntyre, un petit bourg rural du comté de Wilkinson, dans l'État de Géorgie. Outre Alana âgée de six ans et sa mère June connues du public du fait de leur participation à l'émission originale, la famille Thompson compte parmi ses membres les trois sœurs de « Honey Boo Boo » que sont Lauryn, Jessica et Anne, ainsi que le père Mike affectueusement surnommé « Sugar Bear » (traduit en français québécois par « Nounours »).

### Participants
La famille Thompson est une famille recomposée, trois des enfants provenant d'une précédente union de la mère June Shannon. Les participants principaux sont les membres de la famille Thompson, composée de :
- Alana Thompson, surnommée « Honey Boo Boo » ou « HBB », âgée de six ans, participante aux concours de beauté pour enfants ;
- June Shannon, dite « Mama June », mère d'Alana ;
- Lauryn Shannon, surnommée « Pumpkin » ("citrouille") sœur d'Alana et fille de June, âgée de 12 ans[1] ;
- Jessica Shannon, surnommée « Chubbs », sœur d'Alana et fille de June, âgée de 15 ans[1]
- Anna Shannon, surnommée « Chickadee » ("mésange"), sœur d'Alana et fille de June, âgée de 17 ans[1] ;
- Mike Thompson, surnommé « Sugar Bear » ("nounours") , père d'Alana et mari de June.
- Kaitlyn Shannon, née lors de la première saison, fille d'Anna.
- Lee Thompson, surnommé « Uncle Poodle » ("Poodle" signifie "caniche"), frère de Mike.

## Diffusion
La série est diffusée, dans son pays d'origine les États-Unis, depuis le 8 août 2012 sur la chaîne du câble TLC.
L'émission est retransmise, en direct ou en différé, dans plusieurs autres pays ou territoires, dont :
- le Canada anglais, en même temps que la diffusion américaine, sur la chaîne de télévision TLC ;
- le Québec, sous le titre Honey Boo Boo!, depuis le 7 janvier 2013 sur  la chaîne de télévision MusiMax. La chaîne a toutefois décidé de retirer l'émission de sa programmation en septembre 2013 à la suite d'une pétition contre les mini-Miss[2].

La chaîne américaine TLC a indiqué le 23 octobre 2014 qu'elle retirait de l'antenne l'émission à la suite d'informations selon lesquelles l'une des stars de la série sortirait avec un homme accusé d'agression sexuelle sur enfant.

## Audiences
La série a été un succès populaire aux États-Unis ; le premier épisode a rassemblé 2,2 millions de téléspectateurs, et le quatrième épisode, diffusé durant la nuit de la convention nationale du Parti républicain, alors en plein période électorale, a attiré 3 millions de téléspectateurs, se classant en première position des programmes sur la tranche d'âge 18-49 ans, devant les réseaux NBC, ABC et CBS. Il a été comparé à un accident de train : "il s'agit d'un événement terrible, mais dont il est impossible de détourner le regard."[réf. nécessaire]

## Critiques
South Park en fait un symbole du "niveau qui descend très bas dans la société" dans l'épisode 9 de la saison 16.
Au Québec, la série n'a plus été diffusée à la suite de polémiques.